# Dennis Hadžikadunić
Dennis Hadžikadunić (ur. 9 lipca 1998 w Malmö) – bośniacki piłkarz pochodzenia szwedzkiego występujący na pozycji obrońcy w rosyjskim klubie Hamburger SV oraz w reprezentacji Bośni i Hercegowiny.

## Kariera klubowa

### Malmö FF
W 2012 dołączył do akademii Malmö FF. 10 października 2016 został przesunięty do pierwszego zespołu. Zadebiutował 30 października 2016 w meczu Allsvenskan przeciwko Gefle IF (1:0). W sezonie 2016 jego zespół zajął pierwsze miejsce w tabeli zdobywając mistrzostwo Szwecji. W sezonie 2017 ponownie zdobył mistrzostwo Szwecji.

### Trelleborgs FF
1 stycznia 2018 został wysłany na wypożyczenie do drużyny Trelleborgs FF. Zadebiutował 25 lutego 2018 w meczu Pucharu Szwecji przeciwko Kalmar FF (2:1). W Allsvenskan zadebiutował 1 kwietnia 2018 w meczu przeciwko IFK Göteborg (1:3).

### FK Rostów
12 lipca 2018 podpisał kontrakt z klubem FK Rostów. Zadebiutował 26 września 2018 w meczu Pucharu Rosji przeciwko Syzrań-2003 (0:4). Pierwszą bramkę zdobył 1 listopada 2018 w meczu Pucharu Rosji przeciwko Zenitowi Petersburg (3:1). W Priemjer-Lidze zadebiutował 10 listopada 2018 w meczu przeciwko Dinamo Moskwa (0:0). Pierwszą bramkę w lidze zdobył 8 lipca 2020 w meczu przeciwko FK Ufa (1:2). 24 września 2020 zadebiutował w kwalifikacjach do Ligi Europy w meczu przeciwko Maccabi Hajfa (1:2).

## Kariera reprezentacyjna

### Bośnia i Hercegowina
W sierpniu 2020 podjął decyzję o grze dla reprezentacji Bośni i Hercegowiny w przyszłości. We wrześniu jego prośba o zmianę narodowości została zatwierdzona przez FIFA. 28 września 2020 otrzymał powołanie do reprezentacji Bośni i Hercegowiny. Zadebiutował 11 października 2020 w meczu Ligi Narodów UEFA przeciwko reprezentacji Holandii (0:0).

## Statystyki

### Klubowe
(aktualne na dzień 6 lutego 2021)
| Klub                  | Sezon              | Liga               | Liga  | Liga   | Puchar kraju | Puchar kraju | Europa | Europa | Suma  | Suma   |
| Klub                  | Sezon              | Liga               | Mecze | Bramki | Mecze        | Bramki       | Mecze  | Bramki | Mecze | Bramki |
| --------------------- | ------------------ | ------------------ | ----- | ------ | ------------ | ------------ | ------ | ------ | ----- | ------ |
| Malmö FF              | 2016               | Allsvenskan        | 1     | 0      | 0            | 0            | 0      | 0      | 1     | 0      |
| Malmö FF              | 2017               | Allsvenskan        | 4     | 0      | 0            | 0            | 0      | 0      | 4     | 0      |
| Malmö FF              | Ogólnie            | Ogólnie            | 5     | 0      | 0            | 0            | 0      | 0      | 5     | 0      |
| Trelleborgs FF (wyp.) | 2018               | Allsvenskan        | 10    | 0      | 2            | 0            | 0      | 0      | 12    | 0      |
| Trelleborgs FF (wyp.) | Ogólnie            | Ogólnie            | 10    | 0      | 2            | 0            | 0      | 0      | 12    | 0      |
| FK Rostów             | 2018/19            | Priemjer-Liga      | 8     | 0      | 4            | 1            | –      | –      | 12    | 1      |
| FK Rostów             | 2019/20            | Priemjer-Liga      | 17    | 1      | 2            | 0            | –      | –      | 19    | 1      |
| FK Rostów             | 2020/21            | Priemjer-Liga      | 16    | 0      | 0            | 0            | 1      | 0      | 17    | 0      |
| FK Rostów             | Ogólnie            | Ogólnie            | 41    | 1      | 6            | 1            | 1      | 0      | 48    | 2      |
| Ogólnie w karierze    | Ogólnie w karierze | Ogólnie w karierze | 56    | 1      | 8            | 1            | 1      | 0      | 65    | 2      |

### Reprezentacyjne
(aktualne na dzień 6 lutego 2021)
| Reprezentacja        | Rok     | Mecze | Bramki |
| -------------------- | ------- | ----- | ------ |
| Bośnia i Hercegowina |         |       |        |
| 2020                 | 4       | 0     |        |
| Ogólnie              | Ogólnie | 4     | 0      |

| Mecze i gole w reprezentacji | Mecze i gole w reprezentacji | Mecze i gole w reprezentacji | Mecze i gole w reprezentacji | Mecze i gole w reprezentacji | Mecze i gole w reprezentacji | Mecze i gole w reprezentacji | Mecze i gole w reprezentacji |
| Lp.                          | Data                         | Miejsce                      | Gospodarz                    | Gość                         | Wynik                        | Gol                          | Rozgrywki                    |
| ---------------------------- | ---------------------------- | ---------------------------- | ---------------------------- | ---------------------------- | ---------------------------- | ---------------------------- | ---------------------------- |
| 1.                           | 11.10.2020                   | Zenica                       | Bośnia i Hercegowina         | Holandia                     | 0:0                          |                              | Liga Narodów UEFA            |
| 2.                           | 14.10.2020                   | Wrocław                      | Polska                       | Bośnia i Hercegowina         | 3:0                          |                              | Liga Narodów UEFA            |
| 3.                           | 15.11.2020                   | Amsterdam                    | Holandia                     | Bośnia i Hercegowina         | 3:1                          |                              | Liga Narodów UEFA            |
| 4.                           | 18.11.2020                   | Zenica                       | Bośnia i Hercegowina         | Włochy                       | 0:2                          |                              | Liga Narodów UEFA            |

## Sukcesy

### Malmö FF
- Mistrzostwo Szwecji (2×): 2016, 2017